# August Uchatzy
August Uchatzy (1825 Liberec – 19. srpna 1870 Liberec) byl rakouský právník a politik německé národnosti z Čech, v 60. letech 19. století poslanec Českého zemského sněmu.

## Biografie
Vystudoval práva na Karlo-Ferdinandově univerzitě v Praze. Roku 1851 získal titul doktora práv. Od roku 1866 působil jako notář v Liberci. Byl členem Jednoty notářů v Království českém a Spolku pro vdovy a sirotky notářu (roku 1869 vystoupil). Od roku 1862 byl rovněž členem spolku Verein für Geschichte der Deutschen in Böhmen.
V 60. letech se zapojil i do vysoké politiky. V doplňovacích volbách v listopadu 1866 byl zvolen na Český zemský sněm, kde zastupoval kurii venkovských obcí, obvod Rumburk, Varnsdorf. Byl oficiálním kandidátem německého volebního výboru. Mandát zde obhájil i v řádných zemských volbách v lednu 1867 a zemských volbách v březnu 1867. Patřil k tzv. německé Ústavní straně, která byla liberálně, centralisticky a provídeňsky orientovaná.
Zemřel v srpnu 1870.